# Hjon Szongvol
Hjon Szongvol (hangul: 현송월, handzsa: 玄松月, RR: Hyon Song Wol; Phenjan, 1977 –) észak-koreai énekesnő, a Moranbong Band vezetője.

## Pályafutása
1977-ben született Phenjanban. Az 1990-es évek végén kezdte pályafutását a Vangdzseszan Könnyűzenei Együttes majd a Pocshonbo Elektronikus Együttes énekeseként, az utóbbi feloszlásakor a Moranbong Bandhez csatlakozott.
2005-ben vált országszerte ismertté „Excellent Horse-Like Lady” (준마 처녀; csunma cshonjo (junma cheonyeo)) című számával.
2006-ban állítólag feleségül ment egy észak-koreai katonatiszthez.
2012-ben pár hónapig Kim Dzsongun (Kim Jong-un) feleségének (Ri Szoldzsu (Ri Sol-ju)) hitték, amíg az utóbbi neve napvilágot nem látott.
2015 decemberében a Moranbong Band többi tagjával Kínába látogatott, ahol a dél-koreai Yonhap News riporterei megpróbáltak beszélgetést kezdeményezni vele. Amikor az állítólagos kivégzéséről kérdezték, elmosolyodott, és azt kérdezte a tudósítóktól: „Ti honnan jöttetek?”

## Pletykák kivégzéséről
2013 augusztus végén egy álhírben halálhírét keltették, állítólag egy szexfilmben való szereplésért végezték ki több volt énekestársával együtt. És habár az énekesnő haláláról szóló pletykákat az észak-koreai hírügynökség határozottan tagadta, a nyugati sajtóorgánumok kizárólag az álhírt közölték.
Több mint fél év után egy észak-koreai tévéadásban ismét felbukkant, így bebizonyosodott, hogy a haláláról szóló hírek hamisak voltak.

## Külső hivatkozások
- YouTube - Excellent Horse-Like Lady